# Anneli Mattila
Armi Anneli Mattila (Karvia, 1987) è una cantante finlandese.

## Biografia
Sorella dell'affermata cantante schlager Anne Mattila, Anneli ha seguito la sorella in tournée nei suoi primi anni di carriera. La sua prima apparizione televisiva è stata nel 2002 al programma Saanko luvan; nel 2003 ha partecipato al talent show Idols, dal quale si è però ritirata, in quanto non si ritrovava nell'immagine di cantante rock che i produttori volevano creare per lei.
Dopo aver pubblicato un album natalizio con le sorelle Anne e Anniina nel 2004, ha avviato la sua carriera da solista nel 2005 con l'album di debutto Suojaan, che ha debuttato alla 17ª posizione della classifica finlandese. Nella sua carriera ha piazzato altri quattro album in top 50, fino a raggiungere la top 10 nel 2012 con Seitsemäs taivas.
Quando va in tournée, Anne Mattila ha sempre con sé il suo gruppo di supporto personale, i Recados, composto da Tapio Leppänen al basso, Pertti Kauppinen alla batteria, Juha Haapio alla chitarra, e Mikko Pellinen alla tastiera.

## Discografia

### Album
- 2004 - Minun joululauluni (con Anne Mattila e Anniina Mattila)
- 2005 - Suojaan
- 2006 - Laulun lahjan sain
- 2007 - Luottaa huomiseen
- 2008 - Soita mulle
- 2012 - Seitsemäs taivas
- 2019 - Oma maailma

### Raccolte
- 2009 - Legendat
- 2009 - 40 unohtumatonta laulua

### Singoli
- 2000 - Sua ikävöin
- 2002 - Sielo salamoi (con Anne Mattila e Janne Tulkki)
- 2003 - Kitara soi
- 2003 - Surun kyyneleet
- 2003 - Tears of Sadness
- 2004 - Voit pyytää enemmän (con Anne Mattila)
- 2004 - Kuumaa kamaa
- 2004 - Tulivuori sisälläin
- 2004 - Mikä sun nimi on
- 2004 - Suojaan
- 2005 - Tanssin päivät tanssin yöt
- 2006 - Laulun lahjan sain
- 2006 - Rakkauden muistomerkki
- 2007 - Luottaa huomiseen
- 2008 - Ne na na na
- 2008 - Hei postimies (con Anne Mattila e Anniina Mattila)
- 2008 - Paljon kerrottavaa
- 2008 - Soita mulle
- 2010 - Hei pianomies
- 2010 - Et saa musta emäntää (Rauhaton sielu)
- 2011 - Sinä huomasit ne linnut
- 2011 - Seitsemäs taivas
- 2012 - Planeetat kohdallaan
- 2012 - Soitat ilmakitaraa
- 2012 - Sun
- 2014 - Syntinen koi
- 2017 - Ole siinä juuri noin (con J. Eskelinen)
- 2018 - Ole vielä mun joskus
- 2019 - Eilisen teeren poika (con Simo Naapuri)
- 2019 - Kalaan
- 2019 - Pohjoistuuli